# クロノスタシス
クロノスタシス（英：Chronostasis）は、サッカードと呼ばれる速い眼球運動の直後に目にした最初の映像が、長く続いて見えるという錯覚である。

## 概要
名前はギリシア語の「クロノス」（時間、χρόνος）と「スタシス」（持続、στάσις）に由来する。よく知られる例として「時計の針が止まって見える現象」がある。アナログ時計に目を向けると、秒針の動きが示す最初の1秒間がその次の1秒間より長く見えるというものである。
眼球がサッカード運動をするとき、時間の認識は僅かに後に伸びる。そして観察者の脳は、実際よりもわずかに長い間時計を見ていたと認識し、秒針が1秒間以上固まっていたという錯覚を生む。実は、見ている方向がある点から次の点へ移動するたびにこの現象が起きているのだが、われわれがそれに気付くことはほとんどない。説明の一つは、見る方向が移動する際の時間の隙間を脳が埋めているというものである。
実験によると、おそらく、サッカードがあるにもかかわらず脳が連続した意識体験を構築しようとすることで、この錯覚は引き起こされる。この現象はあらゆる眼球運動によって生じるが、何か時間を計れるものがある場合に顕著になる。
クロノスタシスは、視覚的な観察でしか起こらないわけではなく、聴覚刺激でも認識される。